# Kussensloop

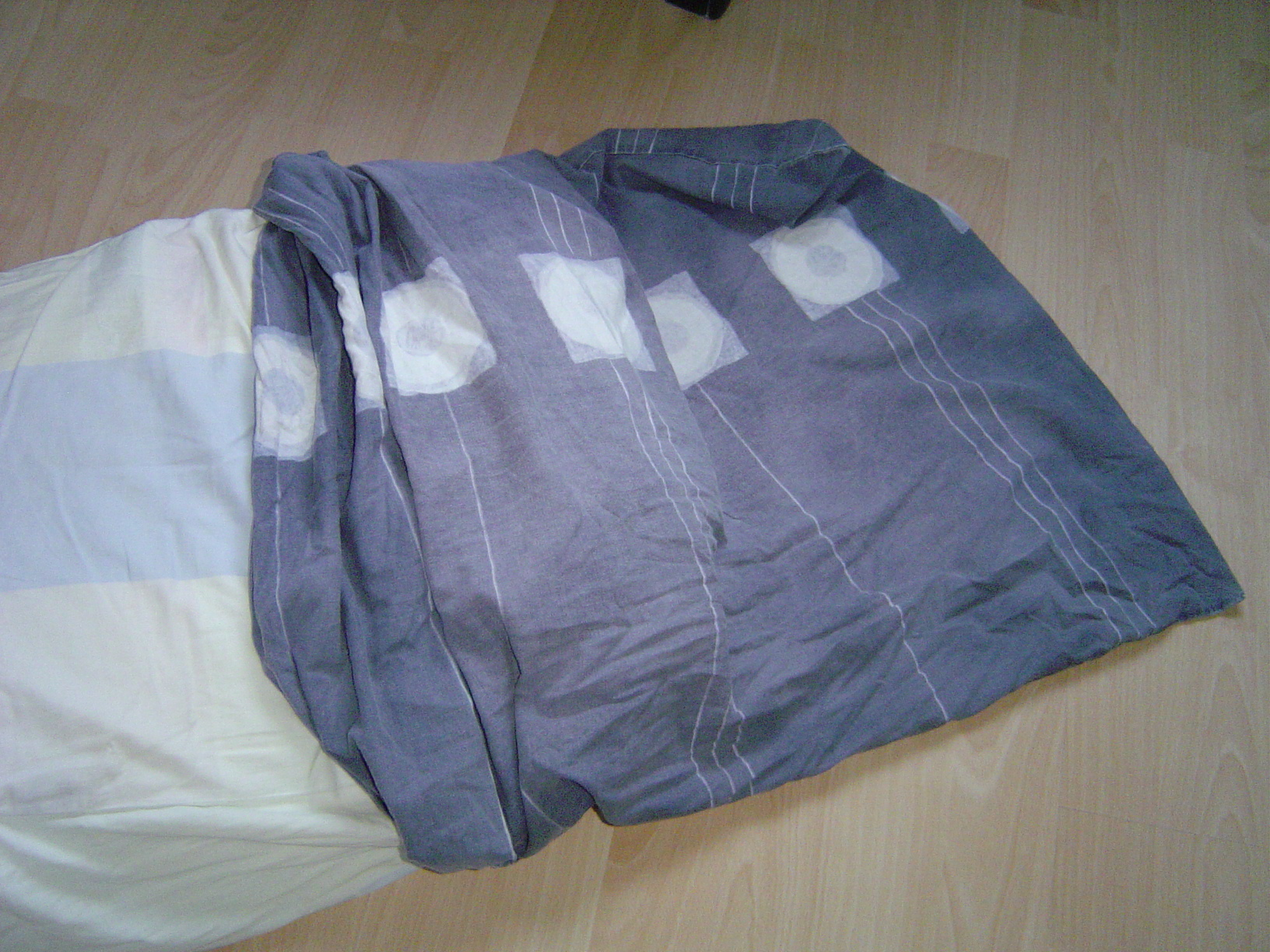
Een kussensloop, nog deels om het kussen heen

Een kussensloop (Nederlands voor fluwijn) is een hoes die om een kussen wordt gedaan, meestal gemaakt van textiel. Tijdens het gebruik wordt de sloop vies en kan gemakkelijk verwisseld worden om het te wassen, zodat het kussen zelf niet vaak gewassen hoeft te worden.
Doorgaans hoort de kussensloop in een set bij een dekbedovertrek en is in hetzelfde dessin geprint.